# 우라르투어
우라르투어(Urartian) 또는 반어(Vannic)는 고대에 아르메니아고원에 있는 반 호수 부근 주민들이 사용했던 언어이다. 학설에 따라 해당 지역에서 널리 쓰였다는 주장도 있으나 지배층, 지식인을 위주로만 제한적으로 사용되었다는 주장도 있다.
기원전 9세기에 처음 기록에 등장하는 우라르티아어는 기원전 585년에 우라르투 제국이 사라지고 쇠퇴하여 기록이 사라졌다. 오랫동안 고대 아르메니아어와 접촉하였으며, 점진적으로 아르메니아어로 언어 교체가 이루어져 완전히 사라졌을 것으로 보인다.
우라르투 지역에서 다수 발견되는 아시리아식 쐐기 문자 기록을 통해 그 모습을 알 수 있다. 인근의 후르리인이 사용하던 후르리어와 계통 관계인 것이 밝혀져 있으며, 두 언어는 함께 후르리우라르투어족을 이룬다.

## 같이 보기
- 우라르투
- 후르리어